# Salva Ballesta
Salvador Ballesta Vialcho (Saragoça, 22 de maio de 1975) é um ex-futebolista e atualmente treinador espanhol, que atuava como atacante.

## Carreira
Salva Ballesta atacante habilidoso, foi artilheiro do Campeonato Espanhol de 2000 com 27 gols, a vice artilharia ficou com Roy Makaay. Ballesta também foi artilheiro da Copa do Rei da Espanha.